# (29778) 1999 CO48
A (29778) 1999 CO48 a Naprendszer kisbolygóövében található aszteroida. A LINEAR projekt keretében fedezték fel 1999. február 10-én.